# Khổng Tử
Khổng Phu Tử hay Khổng Tử (28 tháng 9 năm 551 TCN – 11 tháng 4 năm 479 TCN) là một triết gia và chính trị gia người Trung Quốc, sinh sống vào thời Xuân Thu. Theo truyền thống, ông được xem là nhà hiền triết Trung Quốc mẫu mực nhất. Những lời dạy và triết lý của Khổng Tử đã hình thành nền tảng văn hóa Á Đông, và ngày nay vẫn tiếp tục duy trì ảnh hướng khắp Trung Quốc cũng như các quốc gia Đông Á khác. Ông là một trong Mười vị thánh trong lịch sử Trung Quốc.
Hệ thống giáo lý triết học của Khổng Tử, Nho giáo, nhấn mạnh yếu tố đạo đức của mỗi cá nhân lẫn chính quyền, tính đúng đắn trong các mối quan hệ xã hội, sự công bằng, lòng nhân ái và tính chân thành. Đối với người Trung Quốc, Nho giáo là một phần lối sống và cơ cấu xã hội. Theo Nho giáo, mọi hành vi trong cuộc sống thường nhật đều thuộc phạm trù tôn giáo. Nho sinh theo học Khổng Tử đã cạnh tranh thành công với nhiều trường phái triết học Bách gia chư tử nhưng rồi lại bị đàn áp bởi các Pháp gia thời nhà Tần. Sau khi nhà Hán thành lập, tư tưởng Nho giáo mới lại được chính quyền phê chuẩn. Dưới thời nhà Đường và nhà Tống, Nho giáo phát triển thành hệ thống Lý học, thường được người phương Tây gọi là Tân Nho giáo.
Khổng Tử thường được ghi nhận là tác giả hoặc người biên tập của nhiều tài liệu Trung Quốc cổ điển, bao gồm toàn bộ Ngũ kinh. Tuy nhiên, giới học giả hiện đại rất thận trọng khi đưa ra khẳng định về đóng góp của Khổng Tử. Cách ngôn của Khổng Tử được học trò chép lại trong Luận ngữ, nhưng đó là sau khi ông đã qua đời nhiều năm.
Bộ nguyên tắc mà Khổng Tử xây dựng có nhiều điểm tương đồng với truyền thống và tín ngưỡng Trung Quốc. Với những nguyên tắc về lòng hiếu thảo, Khổng Tử đề cao một gia đình trung hiếu, lòng tôn kính dành cho tổ tiên, sự tôn trọng mà con cái dành cho cha mẹ, vợ dành cho chồng, và tin rằng gia đình tốt đẹp là hạt nhân của một chính quyền lý tưởng. Nguyên tắc vàng mà Khổng Tử đề ra là: "Đừng làm điều gì mà bạn không muốn người khác làm cho mình."
Kể từ thời Tần Thuỷ Hoàng, trưởng tộc của họ Khổng ở Khúc Phụ, Sơn Đông đã được phong tước hầu và cấp cho thái ấp để trong coi việc thờ tự cho Khổng Tử, đến thời Tống Nhân Tông tước phong được nâng lên tước Công với tên gọi Diễn Thánh công và tồn tại cho đến thời Trung Hoa Dân Quốc. Sau khi chính quyền Dân quốc bãi bỏ hệ thống tước phong quý tộc vào năm 1935, tước Diễn Thánh Công được biến thành "Phụng tự quan" và nó tiếp tục được truyền đời bởi trưởng tộc họ Khổng cho đến tận ngày nay.

## Tên gọi
Khổng Tử tên thật là Khổng Khâu (孔丘), tự Trọng Ni (仲尼). Cách gọi "Khổng Tử" hay "Khổng Phu Tử" đều mang nghĩa là "thầy giáo Khổng", là một cách gọi tôn trọng. Khi dịch sách Trung Hoa sang ngôn ngữ Tây phương, các tu sĩ dòng Tên đã chuyển âm Kǒng fūzǐ (Khổng Phu Tử) thành Confucius.
Thụy hiệu: Bao thành tuyên Ni công (褒成宣尼公; năm 1 triều Hán Bình Đế), Văn Tuyên vương (文宣王; năm 739 triều Đường Huyền Tông), Đại thánh Văn Tuyên vương (大聖文宣王, năm 1008 triều Tống Chân Tông), Chí thánh tiên sư (至聖先師; năm 1560 triều Minh Thế Tông), Đại thành chí thánh Văn Tuyên vương Thánh sư (大成至聖文宣王聖師; năm 1645 triều Thanh Thế Tổ).

## Gia thế
Theo ghi chép trong gia phả họ Khổng, Khổng Tử thuộc dòng dõi quý tộc nước Tống, là hậu duệ của các quân chủ nhà Thương. Đầu thời nhà Chu, Chu công theo lệnh Chu Thành vương đã ban cho con trai cả của Đế Ất là Vi Tử Khải vùng đất Thương Khâu, lập ra nước Tống. Sau khi Vi Tử Khải qua đời, em trai là Vi Trọng lên nối ngôi. Vi Trọng chính là tổ tiên 14 đời của Khổng Tử.
Tổ tiên 6 đời của Khổng Tử vốn tên Tử Gia (姓嘉), tự Khổng Phụ (孔父), sử sách thường gọi là Khổng Phụ Gia (孔父嘉), là hậu duệ đời thứ 6 của Tử Cung, vị quân chủ thứ 5 của nước Tống. Khổng Phụ vốn là đại phu nước Tống thời Xuân Thu, từng làm đến chức Đại tư mã dưới triều Tống Thương công, được ban thái ấp ở Lật ấp. Cung đình xảy ra nội loạn, Khổng Phụ bị Thái tể Hoa Đốc giết chết, con trai lánh đến nước Lỗ. Về sau, cha Khổng Tử là Thúc Lương Hột (hay Khổng Hột) định cư tại Tưu ấp (nay là thành phố Khúc Phụ, tỉnh Sơn Đông), nhậm chức Đại phu Tưu ấp.
Người vợ cả đầu tiên của Thúc Lương Hột là Thi thị (施氏), sinh cho Hột 9 người con gái. Vì quá mong con trai mà Thúc Lương Hột đã nạp một người thiếp và sinh được người con trai tên Mạnh Bì (孟皮), nhưng người con trai này lại có tật ở chân. Đến năm Thúc Lương Hột đã qua tuổi 70 thì cưới vợ lần thứ 3, Nhan thị lúc này mới 18 tuổi. Vì cuộc hôn nhân này không hợp với lẽ thường mà bị người đời xưng là "dã hợp". Về sau, Nhan thị sinh ra Khổng Tử. Theo Sử ký, Thúc Lương Hột và Nhan thị nhờ đến Ni Khâu mà sinh được Khổng Tử, vì vậy đã đặt tên con trai là Khâu, lấy tự là Ni.

## Tiểu sử
Khổng Khâu sinh trưởng tại ấp Trâu, thôn Xương Bình, nước Lỗ nay là huyện Khúc Phụ, tỉnh Sơn Đông, Trung Hoa. Lên 2 tuổi ông mồ côi cha. Vì nhà nghèo nên khi còn trẻ ông phải làm nhiều nghề để mưu sinh. Ông từng làm công cho họ Quí, một dòng họ quý tộc lớn ở nước Lỗ, những việc như gạt thóc, chăn gia súc. Ông là người ham học. Năm 15 tuổi ông bắt đầu tập trung học về đạo, nghiên cứu lễ giáo và các môn học khác. Ông lấy vợ năm 19 tuổi, năm sau sinh con đầu lòng đặt tên là Lí, tự là Bá Ngư. Năm 22 tuổi ông bắt đầu dạy học.
Năm 30 tuổi, Khổng Tử được Lỗ Chiêu Công ban cho ông một cỗ xe song mã và một người hầu để đưa Khổng Tử và Nam Cung Quát đi Lạc Dương tham quan và khảo cứu luật lệ, thư tịch cổ. Sau đó ông về nước Lỗ. Từ đó, học trò xin theo học càng lúc càng đông. Nhưng vua Lỗ vẫn chưa dùng ông vào việc nước. Năm ông 35 tuổi, trong nước Lỗ, Quý Bình Tử khởi loạn. Ông theo Lỗ Chiêu Công tạm lánh sang nước Tề. Tề Cảnh Công mời ông tới để hỏi việc chính trị và rất khâm phục, muốn đem đất Ni Khê phong cho ông, nhưng quan Tướng quốc nước Tề là Án Anh ngăn cản không cho. Sáu năm sau, ông về Lỗ tiếp tục nghiên cứu và dạy học. Tổng số môn đệ của Khổng Tử có lúc lên tới 3.000 người, trong đó có 72 người được liệt vào hạng tài giỏi, nên gọi là Thất thập nhị hiền.
Năm 50 tuổi ông được vua Lỗ Định công mời làm Trung đô tế, năm sau được thăng chức Tư không rồi chức Đại tư khấu. Ông khuyên Lỗ Định công thu hồi binh quyền của ba dòng họ quý tộc nước Lỗ. Nước Tề thấy nước Lỗ mạnh lên, có ý lo ngại. Vua Tề theo kế, dâng vua Lỗ 80 thiếu nữ đẹp và 125 con ngựa tốt. Vua Lỗ sau khi nhận gái đẹp bỏ bê việc triều chính, có khi luôn 3 ngày không ra thiết triều, mọi việc đều giao cả cho quyền thần.
Năm 55 tuổi, Khổng Tử xin từ chức, bỏ nước Lỗ đi chu du các nước chư hầu. Ông đi khắp thiên hạ để truyền bá tư tưởng của mình nhưng giới cầm quyền các nước chư hầu thời bấy giờ chẳng ai muốn áp dụng đạo trị quốc của ông. Đương thời mọi người đều biết ông là người kiên định với lý tưởng của mình, là người biết chủ trương của mình không thực hiện nổi mà cứ cố làm. Năm 69 tuổi ông về Lỗ chuyên tâm viết sách. Ông mất năm 71 tuổi khi tâm nguyện chưa thành.

## Tác phẩm
Khổng Tử thực hiện san định lại các kinh sách của Thánh hiền đời trước, lập thành 6 cuốn sách: Kinh Thi, Kinh Thư, Kinh Lễ, Kinh Nhạc, Kinh Dịch, Kinh Xuân Thu về các vấn đề khác nhau như thi ca, nghi lễ, bói toán, sử học. Khổng Tử nói "Ta chỉ thuật lại mà không sáng tác. Ta tin tưởng và hâm mộ văn hóa cổ. Ta trộm ví mình như Lão Bành." Bộ sách này có thể được xem là một dạng Bách khoa toàn thư đầu tiên trong lịch sử Trung Quốc.
1. Kinh Thi (詩經 Shī Jīng): Sưu tầm các bài thơ dân gian có từ trước Khổng Tử. Khổng Tử san định thành 300 thiên nhằm giáo dục mọi người tình cảm trong sáng lành mạnh và cách thức diễn đạt rõ ràng. Một lần, Khổng Tử hỏi con trai "Học Kinh Thi chưa ?", nó đáp "chưa". Khổng Tử nói "Không học Kinh Thi thì không biết nói năng ra sao" (sách Luận ngữ).[32]
2. Kinh Thư (書經 Shū Jīng): Lưu lại các truyền thuyết, biến cố về các đời vua cổ có trước Khổng Tử. Khổng Tử san định lại để các ông vua đời sau nên theo gương các minh quân như Nghiêu, Thuấn chứ đừng tàn bạo như Kiệt, Trụ.[32]
3. Kinh Lễ tức Lễ Ký (禮記 Lǐ Jì): Chép các lễ nghi thời trước. Khổng Tử hiệu đính lại mong dùng làm phương tiện để duy trì và ổn định trật tự xã hội. Khổng Tử nói: "Không học Kinh Lễ thì không biết đi đứng ở đời" (sách Luận Ngữ).[32]
4. Kinh Dịch (易經 Yì Jīng): Nói về các tư tưởng triết học Trung Hoa dựa trên các khái niệm âm dương, bát quái... Đời Chu, Chu Văn Vương đặt tên và giải thích các quẻ của bát quái gọi là Thoán từ. Chu Công Đán giải thích chi tiết nghĩa của từng hào trong mỗi quẻ gọi là Hào từ. Kinh Dịch thời Chu gọi là Chu Dịch. Khổng Tử giảng giải rộng thêm Thoán từ và Hào từ cho dễ hiểu hơn và gọi là Thoán truyện và Hào truyện.[32]
5. Kinh Xuân Thu (春秋 Chūn Qiū): Chép các biến cố xảy ra ở nước Lỗ, quê của Khổng Tử. Khổng Tử không chỉ ghi chép như một sử gia mà theo đuổi mục đích trị nước nên ông chọn lọc các sự kiện, ghi kèm các lời bình, sáng tác thêm lời thoại để giáo dục các bậc vua chúa.[32]
6. Ngoài ra còn có Kinh Nhạc bàn về nhạc thuật và nhạc khí, nhưng nguyên bản đã bị thiêu hủy trong Chiến tranh Hán-Sở, chỉ còn đôi chút làm thành một thiên trong Kinh Lễ, gọi là Nhạc ký. Tuy nhiên, giới học giả cũng cho rằng, so với 5 cuốn còn lại thì sách này có phẩm chất thấp nhất.[32]

### Tiếng Anh
- Ahmad, Mirza Tahir (ngày 2 tháng 7 năm 2025). "Confucianism". Ahmadiyya Muslim Community. Truy cập ngày 7 tháng 11 năm 2010.{{Chú thích web}}:  Quản lý CS1: năm (liên kết)
- Bonevac, Daniel; Phillips, Stephen (2009). Introduction to world philosophy. New York: Oxford University Press. ISBN 978-0-19-515231-9.
- Creel, Herrlee Glessner (1949). Confucius: The man and the myth. New York: John Day Company.
- Dubs, Homer H. (1946). "The political career of Confucius". Journal of the American Oriental Society. Quyển 66 số 4. tr. 273–282. doi:10.2307/596405. JSTOR 596405.
- Hobson, John M. (2004). The Eastern origins of Western civilisation . Cambridge: Cambridge University Press. ISBN 978-0-521-54724-6.
- Chin, Ann-ping (2007). The Authentic Confucius: A Life of Thought and Politics. New York: Scribner. ISBN 978-0-7432-4618-7.
- "Confucius Descendants Say DNA Testing Plan Lacks Wisdom". Bandao. ngày 21 tháng 8 năm 2007. Bản gốc lưu trữ ngày 7 tháng 7 năm 2011.
- "Confucius Family Tree to Record Female Kin". China Daily. ngày 2 tháng 2 năm 2007.
- "Confucius' Family Tree Recorded Biggest". China Daily. ngày 24 tháng 9 năm 2009.
- Hunter, Michael (2017). Confucius Beyond the Analects. BRILL. ISBN 978-9-004-33902-6.
- Karlgren, Bernhard (1972) [1923]. Analytic Dictionary of Chinese and Sino-Japanese. Dover Books.
- "Confucius family tree revision ends with 2 mln descendants". China Economic Net. ngày 4 tháng 1 năm 2009. Bản gốc lưu trữ ngày 1 tháng 11 năm 2012. Truy cập ngày 10 tháng 11 năm 2021.
- Kim, Tae Hyun; Csikszentmihalyi, Mark (2010). "Chapter 2". Trong Olberding, Amy (biên tập). Dao Companion to the Analects. Springer. tr. 21–36. ISBN 978-94-007-7112-3.
- Knechtges, David R.; Shih, Hsiang-ling (2010). "Lunyu 論語". Trong Knechtges, David R.; Chang, Taiping (biên tập). Ancient and Early Medieval Chinese Literature: A Reference Guide, Part One. Leiden: Brill. tr. 645–650. ISBN 978-90-04-19127-3.
- Fung, Yiu-ming (2008). "Problematizing Contemporary Confucianism in East Asia". Trong Richey, Jeffrey (biên tập). Teaching Confucianism. Oxford University Press. ISBN 978-0-19-804256-3.
- Jansen, Thomas; Klein, Thoralf; Meyer, Christian (2014). Globalization and the Making of Religious Modernity in China: Transnational Religions, Local Agents, and the Study of Religion, 1800–Present. Brill. ISBN 978-90-04-27151-7.
- Kong, Demao; Ke, Lan; Roberts, Rosemary (1988). The house of Confucius . London: Hodder & Stoughton. ISBN 978-0-340-41279-4.
- Legge, James (1887), "Confucius", Encyclopaedia Britannica, 9th ed., Vol. VI, tr. 258–265.
- "DNA test to clear up Confucius confusion". Ministry of Commerce of the People's Republic of China. ngày 18 tháng 6 năm 2006. Bản gốc lưu trữ ngày 14 tháng 1 năm 2012. Truy cập ngày 7 tháng 10 năm 2011.
- Nivison, David Shepherd (1999). "The Classical Philosophical Writings – Confucius". Trong Loewe, Michael; Shaughnessy, Edward (biên tập). The Cambridge History of Ancient China. Cambridge: Cambridge University Press. tr. 752–759. ISBN 978-0-521-47030-8.
- Parker, John (1977). Windows into China: The Jesuits and their books, 1580–1730. Boston: Trustees of the Public Library of the City of Boston. ISBN 978-0-89073-050-8.
- Phan, Peter C. (2012). "Catholicism and Confucianism: An intercultural and interreligious dialogue". Catholicism and interreligious dialogue. New York: Oxford University Press. ISBN 978-0-19-982787-9.
- Rainey, Lee Dian (2010). Confucius & Confucianism: The essentials. Oxford: Wiley-Blackwell. ISBN 978-1-4051-8841-8.
- Riegel, Jeffrey K. (1986). "Poetry and the legend of Confucius's exile". Journal of the American Oriental Society. Quyển 106 số 1. tr. 13–22. doi:10.2307/602359. JSTOR 602359.
- Riegel, Jeffrey (2012). "Confucius". The Stanford Encyclopedia of Philosophy. Stanford University.
- Qiu, Jane (ngày 13 tháng 8 năm 2008). "Inheriting Confucius". Seed Magazine. Bản gốc lưu trữ ngày 22 tháng 7 năm 2009. Truy cập ngày 31 tháng 5 năm 2009.
- Shen, Vincent (2013). Dao Companion to Classical Confucian Philosophy. Springer. ISBN 978-90-481-2936-2.
- Wilkinson, Endymion (2015). Chinese History: A New Manual (ấn bản thứ 4). Cambridge, Mass.: Harvard University Asia Center. ISBN 978-0-674-08846-7.
- Yan, Liang (ngày 16 tháng 2 năm 2008). "Updated Confucius family tree has two million members". Xinhua.
- Yao, Xinzhong (1997). Confucianism and Christianity: A Comparative Study of Jen and Agape. Brighton: Sussex Academic Press. ISBN 978-1-898723-76-9.
- Yao, Xinzhong (2000). An Introduction to Confucianism. Cambridge: Cambridge University Press. ISBN 978-0-521-64430-3.
- Zhou, Jing (ngày 31 tháng 10 năm 2008). "New Confucius Genealogy out next year". China Internet Information Center.

### Tiếng Trung
- Cơ Truyện Đông, 姬傳東; Uông Thừa Hưng, 汪承興; Dương Tuệ Mẫn, 楊慧敏 (2015). 解讀周公:中國國學探源 (bằng tiếng Trung). Nhà xuất bản Tân Hoa. ISBN 9787516618912.
- Đạm Bạc, 淡泊 (2006). 中华万姓谱 [Trung Hoa vạn tính phổ] (bằng tiếng Trung). Nhà xuất bản hồ sơ Trung Quốc. ISBN 9787801666819.
- Lưu Hướng, 劉向 (1996). 說苑（上） [Thuyết Uyển (quyển 1)] (bằng tiếng Trung). Công ty xuất bản Thư viện Đồ Nam. ISBN 9789579917964.
- Lý Vĩnh Điền, 李永田 (2020). 先秦歷史故事大全 [Bách khoa toàn thư các câu chuyện lịch sử tiền Tần] (bằng tiếng Trung). Hồng Kông: Công ti xuất bản Thương vụ. ISBN 9789620773693.
- Quốc Quang Hồng, 國光紅 (2015). 讀史搜神：神話與漢字中的密碼 (bằng tiếng Trung). Airiti Press. ISBN 9789865663995.
- Trương Hoa, 張華 (1997). 博物志 [Bác vật chí] (bằng tiếng Trung). Công ty xuất bản Thư viện Ngũ Nam. ISBN 9789578499409.
- Trương Tông Huấn, 张宗舜; Lý Cảnh Minh, 李景明 (2003). 孔子大传 [Truyện về Khổng Tử] (bằng tiếng Trung). Sơn Đông: Nhà xuất bản Hữu nghị Sơn Đông. ISBN 9787806425848.
- Vu Vĩnh Xương, 于永昌; Dương Hòe, 楊槐 (2015). 孔子柏拉圖教育思想合璧 [Kết hợp tư tưởng giáo dục của Khổng Tử và Plato] (bằng tiếng Trung). Liêu Ninh: Nhà xuất bản Nhân dân Liêu Ninh. ISBN 9787205082482.